# بابی وینتون
بابی وینتون (انگلیسی: Bobby Vinton؛ زادهٔ ۱۶ آوریل ۱۹۳۵) یک موسیقی‌دان اهل ایالات متحده آمریکا است. وی از سال ۱۹۵۹ میلادی تاکنون مشغول فعالیت بوده‌است.